# Cyrtandra wariana
Cyrtandra wariana är en tvåhjärtbladig växtart som beskrevs av Rudolf Schlechter. Cyrtandra wariana ingår i släktet Cyrtandra och familjen Gesneriaceae. Inga underarter finns listade i Catalogue of Life.